# 天鷹座17
天鷹座17，又名BD-09 5728，HD 203525、SAO 145351、HR 8175，是天鷹座的一颗恒星，视星等为5.99，位于銀經42.56，銀緯-37.81，其B1900.0坐标为赤經21h 17m 34.6s，赤緯-9° -37.81′ 44″。